# Henry Akinwande
Henry Akinwande est un boxeur nigérian naturalisé britannique né le 12 octobre 1965 à Lagos.

## Carrière
Champion d'Europe des poids lourds EBU en 1993 et 1994, il devient champion du monde WBO de la catégorie le 9 novembre 1996 en battant par KO à la 3e reprise Jeremy Williams. Il laisse son titre vacant début 1997 après deux défenses victorieuses contre Alexander Zolkin et Scott Welch pour affronter Lennox Lewis, ceinture WBC en jeu, mais il sera battu avant la limite. Il met un terme à sa carrière en 2008 sur un bilan de 50 victoires, 4 défaites et 1 match nul.